# Оккыльчор
Оккыльчор (устар. Акыль-Чор) — река в Красноселькупском районе Ямало-Ненецкого автономного округа. Устье реки находится в 106 км от устья Большой Ширты по левому берегу. Длина реки составляет 126 км, площадь водосборного бассейна — 1700 км².

## Притоки
- 7 км: Сукылтэчор (лв)
- 25 км: Тюмылькы (лв)
- 35 км: Кенылькикэ (лв)
- 62 км: Нярылькикэ (пр)
- 67 км: река без названия (лв)
- 72 км: Берёзовка (лв)
- 98 км: Раскольная (пр)
- 114 км: Кэльдэ (лв)
- 118 км: Кыпа-Оккыльчор (пр)

## Данные водного реестра
По данным государственного водного реестра России относится к Нижнеобскому бассейновому округу, водохозяйственный участок реки — Таз. Речной бассейн реки — Таз.
Код объекта в государственном водном реестре — 15050000112115300064911.